# 402920 Tsawout
402920 Tsawout este o planetă minoră (asteroid) din Outer Main Belt⁠(d). A fost descoperită pe 7 octombrie 2007 la Mauna Kea de David D. Balam. 
Obiectul prezintă o orbită caracterizată de o semiaxă mare de 3,9327044784367 UAi, o excentricitate de 0,28, o înclinație de 12,1 ° în raport cu ecliptica.